# 天舟九号
天舟九号货运飞船是天舟系列货运飞船的第九次飞行任务，于2025年7月15日5时34分从中国文昌航天发射场使用长征七号遥十运载火箭发射升空发射。并采取3小时快速自主交會對接方案，于同日8时52分许与空间站组合体在轨完成交会对接。
天舟九号货运飞船是自天舟六号起的新一批次六艘飞船中的第四艘。执行本次任务的天舟九号飞船是天宫空间站的第十九个对接组件、第十七艘到访航天器以及第八艘无人货运飞船。本次任务是中国空间站工程进入应用与发展阶段后的第四次货运补给任务。
天舟九号是第一艘具备应急发射能力的天舟货运飞船，可在3个月内完成应急发射任务，曾在天舟八号任务期间担任应急值班任务。

## 任务历史
- 2025年7月12日，天舟九号货运飞船与长征七号遥十运载火箭组合体垂直转运至发射区[7]。
- 2025年7月15日5时34分，天舟九号于文昌航天发射场发射。[1]
- 2025年7月15日8时52分，天舟九号采用自主快速交会对接模式，成功对接空间站天和核心舱后向端口。[2]

## 运载物
天舟九号计划上行大约6吨重的补给物资，主要用来保障神舟二十号和神舟二十一号两批航天员乘组在轨生活、工作所必备的物品。其中包括2套全新的飞天舱外服，它们的设计寿命由先前的3年15次大幅提升为4年20次；还将上行1套全新的核心肌肉锻炼装置，有助于航天员在太空微重力环境下避免肌肉萎缩的问题；此外，还将上行2套前沿的空间科学实验装置。

## 任务标识
天舟九号任务标识在2024年10月29日至11月30日面向全社会征集，12月22日至年12月29日对10个候选方案开展网络投票，2025年1月20日选定方案。天舟九号任务标识是中国载人航天工程第三批面向全社会公开征集的任务标识之一。
天舟九号飞行任务标识由济南大学的学生姚佳、老师孙建栋设计。该标识以地球为背景，飞船与空间站交会对接为视觉中心，展现二者环绕飞行的壮丽姿态。飞船的动感弧线代表飞行轨迹，传递精准和力量的美感。星轨巧绘数字“9”，九颗星辰环绕其间，寓意天舟九号迈向未来，承载着探索太空的远大理想与团队协作精神。标识外圈红色炽热，象征国家荣誉与使命；金色点缀其间，辉映辉煌成就。内圈深蓝如宇宙，广袤无垠，衬托出白色空间站与飞船，现代科技感跃然眼前，彰显探索宇宙的雄心壮志与不懈追求。